# 関信用金庫
関信用金庫（せきしんようきんこ、英語：Seki Shinkin Bank）は、岐阜県関市に本店を置く信用金庫である。

## 概要
ATMでは、全国の信用金庫（しんきんATMゼロネットサービス）のキャッシュカードによる入出金と十六銀行のキャッシュカードによる出金の利用手数料は自信金扱いとなる。

## 沿革
- 1908年（明治41年）9月18日 - 有限責任関信用購買組合として設立。
- 1944年（昭和19年）7月1日 - 市街地信用組合に転換、関信用組合に改組。
- 1950年（昭和25年）4月1日 - 信用協同組合に転換・改組。
- 1952年（昭和27年）3月28日 - 信用金庫に転換、関信用金庫に改組。

## 店舗
本店営業部を含め所在地の関市を中心とした県内に13支店がある。
- 関市：本店、本町支店、東支店、山王通支店、山田支店、桜ヶ丘支店
- 岐阜市：長森支店、三輪支店
- 下呂市：金山支店
- 美濃加茂市：みのかも支店、加茂野支店
- 美濃市：美濃支店
- 各務原市：各務原支店